# Бирюса (Красноярский край)
Бирюса — деревня в Абанском районе Красноярского края России. Входит в состав Почетского сельсовета.

## География
Деревня находится в северной части района, на левом берегу реки Бирюса, вблизи места впадения в неё реки Почет, на расстоянии приблизительно 58 километров (по прямой) к северо-северо-востоку (NNE) от посёлка Абан, административного центра района. Абсолютная высота — 163 метра над уровнем моря.

## История
Основана в 1912 г. В 1926 году деревня Почетская состояла из 37 хозяйств, основное население — русские. Центр Почетского сельсовета Абанского района Канского округа Сибирского края. В 1968 г. указом президиума ВС РСФСР деревня Почет переименована в Бирюса.

## Население
| 1989 | 2002 | 2010 |
| ---- | ---- | ---- |
| 265  | ↘257 | ↘176 |

Гендерный состав
По данным Всероссийской переписи населения 2010 года 85 мужчин и 91 женщина из 176 чел.
Национальный состав
Согласно результатам переписи 2002 года, в национальной структуре населения русские составляли 94 % из 257 чел.

## Инфраструктура
В деревне функционирует библиотека.

## Улицы
Уличная сеть деревни состоит из 4 улиц:
- Береговая
- Геологическая
- Новая
- Старая